# Xylocopa mimetica
Xylocopa mimetica là một loài Hymenoptera trong họ Apidae. Loài này được Cockerell mô tả khoa học năm 1915.